# Zikanapis foersteri
Zikanapis foersteri is een vliesvleugelig insect uit de familie Colletidae. De wetenschappelijke naam van de soort is voor het eerst geldig gepubliceerd in 1962 door Moure & Seabra.